# امیل لودویگ
امیل لودویگ (آلمانی: Emil Ludwig؛ ‏ ۲۵ ژانویهٔ ۱۸۸۱ – ۱۷ سپتامبر ۱۹۴۸) یک نویسنده، و خبرنگار اهل آلمان بود.
از فیلم‌هایی که وی در آن‌ها نقش داشته است، می‌توان به مجنون هیتلر اشاره نمود.